# حسون الأخضر
حسون الأخضر: هو الشاعر اللبناني المعروف الحاج حسن محمود أخضر من بلدة الخرايب في الجنوب اللبناني.
يعتبر من أبرز شعراء الجنوب وذلك لغزارة إنتاجه الشعري وامتداد مؤلفاته على مساحة واسعة من مواضيع الشعر وفنونه. فقد بدأ بكتابة الشعر باللغة «العامية» (والزجل)و هو لما يبلغ من العمر عشر سنين.
كتب في شبابه في مجلة الأدب الشعبي.
توزعت مؤلفاته على أكثر من مستوى: فقد ألف في الشعر الديني والسياسي والثوري والاجتماعي والاقتصادي والأخلاقي والغزلي والرثاء وحتى الفلسفة الخ. فأبدع فيها جميعًا وله أيضاً قصائد باللغة الفصيحة لا تقل أهمية عن قصائده الأخرى سوى أنها أقل منها عدداً.